# Kagaku Kyumei Kiko Logica?
Kagaku Kyumei Kiko Logica? (科学究明機構ロヂカ?, Kagaku Kyūmei Kikō Rodjika?, lit."Mecanismo de Investigação Científica Logica?") (estilizado como Kagaku Kyumei Kiko LOGICA?) foi um grupo idol Japonês, sendo um subgrupo de Sakura Gakuin. O grupo faz parte dos clubes extracurriculares do Sakura Gakuin, sendo o Clube de Ciências (科学部, Kagaku-bu).

## História
O grupo foi formado no dia 1 de setembro de 2012, consistente em MaRi7 (Marina Horiuchi), Hi7TA (Hinata Sato) e RiNon (Rinon Isono), três integrantes do grupo Sakura Gakuin.
O grupo fez sua estreia ao vivo no concerto Sakura Gakuin Festival☆2012, em 28 de outubro de 2012, onde o single de estreia do grupo foi apresentado pela primeira vez.
O grupo lançou seu single de estreia, "Science Girl Silence Boy", no dia 21 de novembro de 2012. O single foi produzido por EHAMIC, famoso como produtor Vocaloid.
Como todos os subgrupos do Sakura Gakuin, o grupo gravou o canções para seus álbuns e um lado B para o single "Ganbare!!".
Devido ao fato de que Marina Horiuchi (MaRi7) e Hinata Sato (Hi7TA) graduaram do colegial, elas deixaram o Sakura Gakuin e os subgrupos aos quais faziam parte, em março de 2014.
No entanto, RiNon (Rinon Isono) é a única membro restante no grupo.

## Integrantes
| Nome (no grupo) | Nome real       | Nome real  | Nome real       | Data de nascimento / idade       | Local de origem |
| Nome (no grupo) | Romanização     | Kanji      | Hiragana        | Data de nascimento / idade       | Local de origem |
| --------------- | --------------- | ---------- | --------------- | -------------------------------- | --------------- |
| MaRi7           | Marina Horiuchi | 堀内まり菜 | ほりうち まりな | 29 de abril de 1998 (26 anos)    | Tóquio          |
| Hi7TA           | Hinata Sato     | 佐藤日向   | さとう ひなた   | 23 de dezembro de 1998 (26 anos) | Kanagawa        |
| RiNon           | Rinon Isono     | 磯野莉音   | いその りのん   | 16 de novembro de 2000 (24 anos) | Kanagawa        |

## Discografia

### Singles
| No.                                                                                         | Data de lançamento     | Título                     | Desempenho nas paradas musicais |
| No.                                                                                         | Data de lançamento     | Título                     | Oricon Weekly Singles Chart     |
| No.                                                                                         | Data de lançamento     | Título                     | Melhor posição                  |
| ------------------------------------------------------------------------------------------- | ---------------------- | -------------------------- | ------------------------------- |
| 1                                                                                           | 21 de novembro de 2012 | "Science Girl Silence Boy" | 49                              |
| "—" denota um lançamento que não entrou na parada musical, ou não foi lançado naquele país. |                        |                            |                                 |

### Vídeos musicais
| Ano  | Título                     | Diretor |
| ---- | -------------------------- | ------- |
| 2012 | "Science Girl Silence Boy" |         |

## Outras aparições

### Canções em álbuns do Sakura Gakuin
| No. | Canção                                                   | Nome do álbum / single                   | Data de lançamento   |
| --- | -------------------------------------------------------- | ---------------------------------------- | -------------------- |
| 1   | "Delta" (#8)                                             | Sakura Gakuin 2012 Nendo ~My Generation~ | 13 de março de 2013  |
| 2   | "Welcome to My Computer" (#2; edição limitada Type B #6) | "Ganbare!!" (single)                     | 9 de outubro de 2013 |
| 3   | "Welcome to My Computer" (#2; edição limitada Type B #6) | Sakura Gakuin 2013 Nendo ~Kizuna~        | 12 de março de 2014  |

### Participações em DVDs do Sakura Gakuin
| No. | Canção                          | Título do DVD                                                     | Data de lançamento      |
| --- | ------------------------------- | ----------------------------------------------------------------- | ----------------------- |
| 1   | "Science Girl Silence Boy" (#6) | The Road to Graduation Final ~Sakura Gakuin 2012 Nendo Sotsugyou~ | 3 de julho de 2013      |
| 2   | "Delta" (#7)                    | The Road to Graduation Final ~Sakura Gakuin 2012 Nendo Sotsugyou~ | 3 de julho de 2013      |
| 3   | "Delta" (#8)                    | Sakura Gakuin Festival 2013 -Live Edition-                        | 12 de fevereiro de 2014 |
| 4   | "Science Girl Silence Boy" (#9) | Sakura Gakuin Festival 2013 -Live Edition-                        | 12 de fevereiro de 2014 |
| 5   | "Special Medley" (#7)           | Sakura Gakuin The Road to Graduation 2013 ~Kizuna~                | 23 de julho de 2014     |